# Ancylolomia ochidea
Ancylolomia ochidea là một loài bướm đêm trong họ Crambidae.